# Minnie Driver
 Der er for få eller ingen kildehenvisninger i denne artikel, hvilket er et problem. Du kan hjælpe ved at angive troværdige kilder til de påstande, som fremføres i artiklen.

Minnie Driver (født 31. januar 1970) er en engelsk skuespiller og singer-songwriter.

## Opvækst
Driver blev født i Finsbury Park, London, som datter af Gaynor Chruchward, designer og tidligere couture model, og Ronnie Driver, en businessmand. Drivers søster, Katie Driver, er model og producer. Driver har irsk, fransk, italiensk og skotsk blod i årene. Drivers mor var Drivers fars elskerinde, og hendes fars kone anede ikke noget om hans andet liv. Driver voksede på Barbados og gik i skole i Petersfield, Hampshire, England.

## Filmografi

### Film
| År   | Titel                                 | Rolle                    | Noter              |
| ---- | ------------------------------------- | ------------------------ | ------------------ |
| 1992 | The Zebra Man                         | Emily Ashdown            | Short              |
| 1994 | That Sunday                           | Rachel                   | Short              |
| 1995 | Circle of Friends                     | Bernadette 'Benny' Hogan |                    |
| 1995 | GoldenEye                             | Irina                    |                    |
| 1996 | Big Night                             | Phyllis                  |                    |
| 1996 | Sleepers                              | Carol Martinez           |                    |
| 1997 | Grosse Pointe Blank                   | Debi Newberry            |                    |
| 1997 | Good Will Hunting                     | Skylar Satenstein        |                    |
| 1998 | Hard Rain                             | Karen                    |                    |
| 1998 | The Governess                         | Rosina Da Silva          |                    |
| 1998 | At Sachem Farm                        | Kendal                   |                    |
| 1999 | An Ideal Husband                      | Miss Mabel Chiltern      |                    |
| 1999 | Princess Mononoke                     | Lady Eboshi              | Voice, English dub |
| 1999 | Tarzan                                | Jane Porter              | Voice              |
| 1999 | South Park: Bigger, Longer & Uncut    | Brooke Shields           | Voice              |
| 2000 | Return to Me                          | Grace Briggs             |                    |
| 2000 | Beautiful                             | Mona Hibbard             |                    |
| 2000 | Slow Burn                             | Trina McTeague           |                    |
| 2000 | The Upgrade                           | Constance Levine         | Short              |
| 2001 | High Heels and Low Lifes              | Shannon                  |                    |
| 2001 | D.C. Smalls                           | Waitress                 | Short              |
| 2003 | Owning Mahowny                        | Belinda                  |                    |
| 2003 | Hope Springs                          | Vera Edwards             |                    |
| 2004 | Ella Enchanted                        | Mandy                    |                    |
| 2004 | Portrait                              | Donna                    | Short              |
| 2004 | The Phantom of the Opera              | Carlotta                 |                    |
| 2006 | The Virgin of Juarez                  | Karina Danes             |                    |
| 2007 | Take                                  | Ana Nichols              |                    |
| 2007 | Ripple Effect                         | Kitty                    |                    |
| 2007 | The Simpsons Movie                    | Grievance Counselor      | Scenes deleted     |
| 2009 | Motherhood                            | Sheila                   |                    |
| 2010 | Conviction                            | Abra Rice                |                    |
| 2010 | Barney's Version                      | Mrs. P.                  |                    |
| 2011 | Hunky Dory                            | Vivienne Mae             |                    |
| 2012 | Goats                                 | Shaman                   | Uncredited         |
| 2013 | I Give It a Year                      | Naomi                    |                    |
| 2014 | Return to Zero                        | Maggie Royal             |                    |
| 2014 | Stage Fright                          | Kylie Swanson            |                    |
| 2014 | Beyond the Lights                     | Macy Jean                |                    |
| 2015 | Unity                                 | Narrator (voice)         | Documentary        |
| 2017 | The Crash                             | Shannon Clifton          |                    |
| 2017 | The Wilde Wedding                     | Priscilla Jones          |                    |
| 2017 | Laboratory Conditions                 | Marjorie Cane            | Short              |
| 2018 | Spinning Man                          | Ellen Birch              |                    |
| 2021 | Cinderella                            | Queen Beatrice           |                    |
| 2022 | Rosaline                              | The Nurse                |                    |
| 2022 | Chevalier                             | Marie-Madeleine Guimard  |                    |
| 2023 | Nandor Fodor and the Talking Mongoose | Anne                     |                    |
| 2023 | Uproar                                | Shirley Waaka            | Post-production    |

### Tv
| År        | Titel                                      | Rolle                            | Noter                                              |
| --------- | ------------------------------------------ | -------------------------------- | -------------------------------------------------- |
| 1990      | God on the Rocks                           | Lydia                            | Tv-film                                            |
| 1991      | The House of Eliott                        | Mary                             | Episode #1.4                                       |
| 1991      | Casualty                                   | Zena Mitchell                    | Episode: "The Last Word"                           |
| 1992      | Lovejoy                                    | Sarah                            | Episode: "Kids"                                    |
| 1992      | Kinsey                                     | Louise Kinsey                    | 3 episoder                                         |
| 1993      | Maigret                                    | Arlette                          | Episode: "Maigret and the Night Club Dancer"       |
| 1993      | Mr Wroe's Virgins                          | Leah                             | 4 episoder                                         |
| 1993      | Screen One                                 | Sally                            | Episode: "Royal Celebration"                       |
| 1994      | The Day Today                              | Mila Milandrovicz, Lally Sampson | 2 episoder                                         |
| 1994      | Peak Practice                              | Sue Keel                         | Episode: "Enemy Within"                            |
| 1994      | Knowing Me Knowing You with Alan Partridge | Daniella Forrest                 | Episode #1.2                                       |
| 1995      | My Good Friend                             | Ellie                            | 7 episoder                                         |
| 1995      | The Politician's Wife                      | Jennifer Caird                   | 3 episoder                                         |
| 1996      | Cruel Train                                | Flora Mussell                    | Television film                                    |
| 1996      | Murder Most Horrid                         | Sergeant Cole                    | Episode: "Confess"                                 |
| 2000      | The X-Files                                | Cinema Audience                  | Uncredited; episode: "Hollywood A.D."              |
| 2003–2020 | Will & Grace                               | Lorraine Finster                 | Recurring role; 9 episoder                         |
| 2003      | Absolutely Fabulous                        | Herself                          | Episode: "Panickin'"                               |
| 2007–2008 | The Riches                                 | Dahlia Malloy                    | Lead Role                                          |
| 2010      | Modern Family                              | Valerie                          | Episode: "Moon Landing"                            |
| 2010      | The Deep                                   | Frances Kelly                    | Lead Role, miniseries                              |
| 2011      | Hail Mary                                  | Mary Beth Baker                  | Television film                                    |
| 2012      | Lady Friends                               | Jennifer Rensen                  | Television film                                    |
| 2012      | QuickBites                                 | Ellen                            | Episode: "Food for Thought"                        |
| 2012      | Web Therapy                                | Allegra Favreau                  | 5 episoder                                         |
| 2013      | Hollywood Game Night                       | Herself                          | Episode: "The Office Party"                        |
| 2014      | Hell's Kitchen                             | Herself                          | Episode: "7 Chefs Again"                           |
| 2014      | The Red Tent                               | Leah                             | Lead Role, miniseries                              |
| 2014–2015 | About a Boy                                | Fiona Bowa                       | Lead Role                                          |
| 2014      | Peter Pan Live!                            | Narrator/Adult Wendy Darling     | TV special                                         |
| 2015      | Undateable                                 | Ally's Friend                    | Episode: "A Live Show Walks Into a Bar: Part 1"    |
| 2016–2019 | Speechless                                 | Maya DiMeo                       | Lead role                                          |
| 2018–2019 | SuperMansion                               | Debby Devizo                     | Voice, 5 episoder                                  |
| 2018–2022 | Jurassic World Camp Cretaceous             | Annie                            | Voice                                              |
| 2021      | Modern Love                                | Stephanie Curran                 | Episode: "On a Serpentine Road, With the Top Down" |
| 2022      | The Witcher: Blood Origin                  | Seanchai                         | 3 Episoder                                         |
| 2021–2023 | Starstruck                                 | Cath                             | 4 Episoder                                         |
| 2023      | Our Flag Means Death                       | Anne Bonny                       | Season 2                                           |